# العلق، عربستان سعودی
ال هلاکا یک منطقهٔ مسکونی در عربستان سعودی است که در استان مکه واقع شده‌است.